# Neurohormon
Als Neurohormon wird ein Hormon bezeichnet, das von Neuronen an das umgebende Gewebe und in Hämolymphe oder Blutbahn abgegeben wird. Die den Botenstoff sezernierende Nervenzelle wird auch neurosekretorische Zelle genannt und als Element eines neurohormonellen Systems aufgefasst.
Neurohormone werden beim Menschen beispielsweise von Neuronen in verschiedenen Kerngebieten des Hypothalamus gebildet, in Vesikel verpackt an die Enden ihrer Neuriten transportiert, dort vorrätig gehalten und auf bestimmte Signale hin per Exozytose freigesetzt. So gelangen aus Endigungen in der Neurohypophyse (Hypophysenhinterlappen, HHL) als einem Neurohämalorgan die Hormone Oxytozin und Vasopressin ins Blut.
Daneben ist seit 1969 bekannt, dass Neuriten anderer hypothalamischer Neuronen in der Eminentia mediana enden, wo sie Neurohormone ins Blut venöser Portalgefäße des Hypophysenstiels abgeben.
Auf kurzem Weg erreichen diese so in der Adenohypophyse (Hypophysenvorderlappen, HVL) Zielzellen und können dort die Freisetzung von verschiedenen anderen (teils glandotropen) Hormonen beeinflussen. Zu diesen Neurohormonen aus dem Hypothalamus zählen als Releasing-Hormone (RH) oder Liberine mit fördernder Wirkung Thyreotropin-RH (TRH), Corticotropin-RH (CRH), Gonadotropin-RH (GnRH) und Somatotropin-RH (SRH); als Inhibiting-Hormon (IH) oder Statin mit hemmender Wirkung gehört Somatostatin (SIH) dazu.
Auch das in der Epiphyse (Zirbeldrüse) des Epithalamus gebildete Hormon Melatonin wird gemeinhin zu den Neurohormonen gezählt.
1975 fand man als eine weitere Gruppe von neurohormonellen Botenstoffen die Enkephaline.
Neurohormone können wie klassische Hormone via zirkulierender Hämolymphe oder Blutflüssigkeit im Körper transportiert von Nervenzellen ausgeschüttet ihre Zielzellen erreichen. In diesem Fall werden die neurosekretorischen Zellen oft als neuroendokrin aktive Neuronen angesprochen.
Daneben werden aber auch Botenstoffe, die von einer Nervenzelle in die Gewebsflüssigkeit sezerniert werden, und so Zielzellen in der Nachbarschaft erreichen, als parakrin wirkende Neurohormone bezeichnet.
In beiden Fällen wird der Begriff des Neurohormons gebraucht für eine Situation der Signalübertragung, die sich unterscheidet von der einer Erregungsübertragung an chemischen Synapsen, wo eine Nervenzelle einen Botenstoff als Neurotransmitter oder Neuromodulator in den synaptischen Spalt zu einer postsynaptisch zugeordneten Zelle abgibt. Entscheidend für die Verwendung des Begriffes ist nicht die Art des Botenstoffes, sondern wohin er abgegeben wird.
Es gibt daher auch Botenstoffe im Körper, die sowohl als Neurohormone wie auch in anderer Funktion eingesetzt werden. Noradrenalin beispielsweise wird sowohl von der Nebenniere (Drüsenhormon) wie auch von sympathischen Nerven (Neurohormon) ausgeschieden. Ebenso gibt es Substanzen, die sowohl als Neurohormone wie auch als Neurotransmitter fungieren, beispielsweise Dopamin oder Somatostatin.